# Кюдите, Мигле
Ми́гле Кю́дите (лит. Miglė Kiudytė, Migle Kiudyte) — литовская кёрлингистка.
В составе женской сборной Литвы участник чемпионата мира 2025 (заняли тринадцатое место; первое участие женской сборной Литвы в чемпионате мира), чемпионатов Европы (лучший результат — восьмое место в 2024). В составе смешанной сборной Литвы участник чемпионата мира 2023 (заняли тридцатое место).
В «классическом» кёрлинге (команда из четырёх человек одного пола) играет в основном на позиции второго.

## Достижения
- Чемпионат Литвы по кёрлингу среди женщин: серебро (2024).

## Команды
| Сезон                          | Четвёртый             | Третий            | Второй             | Первый            | Запасной                                                                       | Турниры                              |
| ------------------------------ | --------------------- | ----------------- | ------------------ | ----------------- | ------------------------------------------------------------------------------ | ------------------------------------ |
| 2021—22                        | Мигле Кюдите          | Nika Shilova      | Medeinė Karpavičė  | Eidvilė Gedeikytė |                                                                                | ЧЛЖ 2022 (5 место)                   |
| 2022—23                        | Мигле Кюдите          | Nika Shilova      | Medeinė Karpavičė  | Meda Kiudytė      | Eidvilė Gedeikytė тренер: Paulius Krauza                                       | ЧЛЖ 2023 (4 место)                   |
| 2023—24                        | Виргиния Паулаускайте | Ольга Двоеглазова | Рута Блажене       | Юстина Залецкене  | Мигле Кюдите тренеры: Egle Cepulyte, Vygantas Zalieckas                        | ЧЕ 2023 (12 место)                   |
| 2023—24                        | Мигле Кюдите          | Nika Shilova      | Urtė Venslavičiūtė | Meda Kiudytė      | Vaiva Krasauskaitė тренер: Asta Vaičekonytė                                    | ЧЛЖ 2024                             |
| 2024—25                        | Мигле Кюдите          | Nika Shilova      | Urte Venslaviciute | Meda Kiudyte      | тренер: Asta Vaicekonyte                                                       | ЧМЮ (гр. Б) 2024 (12 место)          |
| 2024—25                        | Виргиния Паулаускайте | Ольга Двоеглазова | Мигле Кюдите       | Рута Блажене      | Юстина Залецкене (ЧМ) тренеры: Egle Cepulyte (ЧЕ, ЧМ), Vygantas Zalieckas (ЧЕ) | ЧЕ 2024 (8 место) ЧМ 2025 (13 место) |
| Кёрлинг среди смешанных команд |                       |                   |                    |                   |                                                                                |                                      |
| 2023—24                        | Paulius Rymeikis      | Mintaute Jurkute  | Donatas Kiudys     | Мигле Кюдите      |                                                                                | ЧМСК 2023 (30 место)                 |
| Кёрлинг среди смешанных пар    |                       |                   |                    |                   |                                                                                |                                      |
| 2022—23                        | Мигле Кюдите          | Matas Junevičius  |                    |                   | тренер: Арнис Вейдеманис                                                       | ЧЛСП 2023 (4 место)                  |
| 2023—24                        | Мигле Кюдите          | Ricardo Schmitz   |                    |                   |                                                                                | ЧЛСП 2024 (6 место)                  |

(скипы выделены полужирным шрифтом)